# Ivan Vidović
Ivan Vidović (Vrgorac, Vidovići 5. svibnja 1943. ), hrvatski pjesnik 

## Životopis
Ivan Vidović rodio se u Vidovićima (između Vrgorca i Velikoga Prologa) 5. svibnja 1943. godine. Osnovnu školu je završio u Vrgorcu, Gimnaziju u Dubrovniku, a Pedagošku akademiju (hrvatski i zemljopis) u Šibeniku, dok je na Filozofskom fakultetu u Zadru diplomirao hrvatski i francuski jezik.
Prvo mu je zaposlenje bilo u Osnovnoj školi "Vladimir Nazor" u Dragljanima kraj Vrgorca (1965.), nakon toga, kao profesor hrvatskoga jezika i zemljopisa, nastavio je s radom u Osnovnoj školi "Petar Zoranić" u Stankovcima (1966. – 1981.), a zatim u Osnovnoj školi "Veljko Vlahović", odnosno "Šime Budinić" u Zadru (1981. – 1994.), kada je, nakon dvadeset i devet godina provedenih u prosvjeti, bio primoran, zbog bolesti, otići u invalidsku mirovinu. 
Često je društveno aktivan, tako je 1971. godine, uz podršku mještana, osnovao i bio prvim predsjednik – Pododbora Matice hrvatske Stankovci, također je uz pomoć grupe svojih prijatelja, inicirao i gradio cestu Stankovci-Pirovac, usprkos destrukciji onih koji su se, denuncirajući ga i progoneći na nacionalnoj osnovi, suprotstavljali svemu što je radio. Ali, radovi su, uz poteškoće i zastoje, napredovali, i cesta je bila dovršena na sv. Antu 13. lipnja 1991. godine, dobivši u narodu ime – "cesta spasa". Ovdje posebno valja istaći da je vidoviti Ivan Vidović, usprkos svemu, i snimio (35 min.) dokumentarni film o radovima na ovoj cesti.
Svira u stankovačkoj limenoj glazbi, klarinet B i saksofon. Osnivač je kino-kluba u stankovačkoj Osnovnoj školi. Skupljao je narodne rukotvorine i umotvorine za zavičajnu zbirku stankovačkog kraja, i organizira susrete s piscima (Nikolom Pulićem, Josipom Laćom, Zvonimirom Balogom, Zlatkom Tomičićem ...) 
O poeziji Ivana Vidovića krajnje afirmativno pisali su: Ivo Balentović, Stijepo Mijović Kočan, Nikola Pulić, Juraj Gracin, Ante Nadomir Tadić Šutra, Zlata Derossi i Roko Dobra ...

## Književni rad
Pjesme je počeo objavljivati još kao đak dubrovačke Gimnazije u zagrebačkom "Poletu" 1959. godine. A tada se, zahvaljujući podršci profesorice Marije Zlošilo, koja je prepoznala neospornu mu pjesničku darovitost, objavljuje i nekoliko svojih pjesama u skupnoj zbirci "Glasovi mladih". Međutim, njegov je pjesnički izraz, s vremenom, bivao sve kvalitetniji, tako da ga se i u spomenutoj šibenskoj Pedagoškoj akademiji ubrzo prepoznalo i više nego kao obećavajućeg pjesnika, te je profesor Ante Šupuk u skupnu pjesničku zbirku "Lirske varijacije" (1962.) uvrstio i njegove pjesme. 
Stvara svoje poetske uratke, objavljuje ih i krasnoslovi na književnim večerima gdje god ga se pozivalo, na različitim mjestima i pozornicama, pa su se, tako, 
njegovi stihovi mogli čuti i na radio postajama i u televizijskim emisijama. Isto tako, bilo bi posve opravdano da se na ovom mjestu istakne i jedna nezaobilazna činjenica, a ta je da su nekoliko Vidovićevih pjesama uglazbili maestro Marin Čović (veći dio) i maestro Zvonko Keran, obojica iz Zadra.
Kraće je vrijeme (sedamdesetih) bio urednik "Zadarske revije" u Zadru, a danas se na svom blogu "Pjesma, maslina i loza" iskazuje kao daroviti sonetist i kao pjesnik refleksivno-sublimnih slobodnih stihova i zapaženih haiku pjesama, uvijek se služeći jasnim, kolokvijalnim jezikom, jezikom predaka "kojega su britke bure oštrile, a topla juga milovala". 
Uz već spomenuto, pjesniku Ivanu Vidoviću je poezija bila objavljivana, osim u panorami zadarskog književnog kruga "Kroz moje oko" Marka Vasilja, i u sljedećim listovima i časopisima :
- Osamljenom sviraču, Umag, 1970.;
- antologiji Luka Paljetka: Moreplovi;
- Dubrovačkom vjesniku;
- Mogućnostima;
- Vidiku, Split;
- Zadarskoj reviji;
- Narodnom listu, Zadar;
- Regionalu, Zadar;
- Republici, Zagreb;
- Školskim novinama, Zagreb;
- Hrvatskom književnom listu, Zagreb;
- Susretima, Umag;
- Hrvatskom književnom zborniku "Svačić", Zagreb;
- Zadrugaru, Split;
- Modroj lasti, Zagreb
- Vrgorac, list Župe NBDM

.Zadarskoj smotri (Zadar)
Domaćoj riči (Zadar)

## Djela
- "Osmijesi i suze", Umag, 1974.
- "Čempresi uz cestu", Zadar, 1978.
- "Kameno podneblje", Zagreb, 1985.
- "Pjesme" Zadar, 2002.
- "Zrnje", Zadar, 2004.
- "Pjesme II.- Krajobrazi", Zadar, 2007.
- "Uzlazak", Zadar, 2010.
- "Soneti ljubavi, bunta i nade", Stankovci-Split, 2023.

## Nagrade
Nagrađen je nagradom za životno djelo Općinskog vijeća Stankovci 2003. godine. 